# Expiação (visão limitada)
A Expiação limitada ou particular é uma doutrina do Hipercalvinismo que diz que Cristo morreu para salvar pessoas determinadas, que lhe foram dadas pelo Pai desde toda a eternidade.
Segundo esta doutrina, portanto, sua morte foi totalmente eficaz, porque todos aqueles pelos quais ele não morreu receberão a justiça de Deus, quando forem lançados no inferno, e todos aqueles pelos quais ele morreu serão salvos.
Quando teólogos hipercalvinistas reiterpretaram os cânones do Sínodo de Dort, passaram a listar essa doutrina como se fosse parte dos Cinco pontos do calvinismo.